# 一輪車
一輪車（いちりんしゃ）とは、主にスポーツや曲技に使われる、地面に接する車輪を1つしか持たない自転車の一種。
通常は動力無しで、人間自身がバランスを取って乗車するものをいう。電動および機械式制御によるものについては、自立安定一輪車を参照。

## 歴史
19世紀後期にペニー・ファージングを基に考案されたとされる。曲技用として用いられることが多く、日本にも曲技用として紹介された。1978年には日本一輪車クラブ（現・社団法人日本一輪車協会）が設立され、普及活動を行った。

## 一輪車の種類
一輪車には標準一輪車と原型一輪車がある。
標準一輪車
1つの車輪を有し、車軸に直接つながったクランクで駆動される支持装置のない一輪車。
原型一輪車
フレームやサドルのない車輪とペダルだけの一輪車。
なお、モノホイールは、一輪の大きなホイールの中に運転者が乗り込むタイプの乗り物である。多くは原動機付で、フィクション作品にしばしば登場する（漫画『W3』『GANTZ』、アニメ映画『スチームボーイ』など）。

## 一輪車の構造
一般にはハンドルもブレーキもなく、クランク軸が車輪に直結しているため、ペダルだけで速度調整を行いながら前進または後退する。操舵機構がないため、乗り手が体を傾けて進行方向を変える（静止状態で車輪をひねって方向を変えることも可能）。一輪車の大きさは車輪のインチ数で表記され、主に20インチが使われている。
主にオフロード用にブレーキの付いたものがある（英語版記事のunicycleを参照）。
サーカスや大道芸には、チェーンで駆動する、背の高いもの（giraffe、画像を参照）が多く使われる。また、車輪をいくつも縦につらねたもの（multi-wheeled unicycle、英語版記事のunicycleを参照）もある。
その他、ギヤが付いたもの、クランクが同じ向きなもの、フレームが無いものなど（英語版記事のunicycleを参照）。

## 一輪車の文化

### 欧米
英語のユニサイクル（Unicycle、英語では原動機付きのものを含む）から略称はユニ (Uni)、一輪車に乗る事はユニサイクリング (Unicycling)、一輪車に乗る人間はユニサイクリスト (Unicyclist) と呼ばれる。
カナダなどでは一輪車はあくまでも物語の中やピエロ・曲芸師の乗り物と認識されており、一輪車はサーカスなどで見られるものの日常生活で目にする機会はないといわれる。

### 日本

#### 学習指導要領解説
学習指導要領の趣旨や内容を解説する「学習指導要領解説」では、小学校第3学年および第4学年の内容で、「用具に乗るなどの動きで構成される運動」の例示として「補助を受けながら竹馬や一輪車に乗ること」が挙げられている。

#### 日本工業規格
日本工業規格では特殊自転車として扱っている。  

#### 道路交通法
日本では道路交通法によって「交通のひんぱんな道路」での一輪車の使用が禁止されている。「ひんぱん」の基準に関しては明確な基準はないが、凡そ他の歩行者や車両などとの交通の危険が生じうる程度の交通量がある場所と解される。
電動一輪車では、ブレーキや速度計といった保安部品を付けないと公道を走行できないため、違反して書類送検されたり、電動一輪車が他の車両や歩行者と交通事故を起こしたりする事例も発生している。電動機や内燃機関付きの一輪車についての詳細は自立安定一輪車を参照。

## 一輪車を利用した各種競技
- レース部門
  - 国際一輪車連盟の競技規約書で100m、400m、800m、50m、片足レース、および30mタイヤ乗りレースの6種目とされている（他に特殊レースがある）[2]。
- 演技部門
  - 国際一輪車連盟の競技規約書で標準技術、自由演技、オープンX部門の3種類とされている[2]。
- 一輪車ホッケー
- 一輪車バスケットボール
- 一輪車トライアル